# Greifsystem

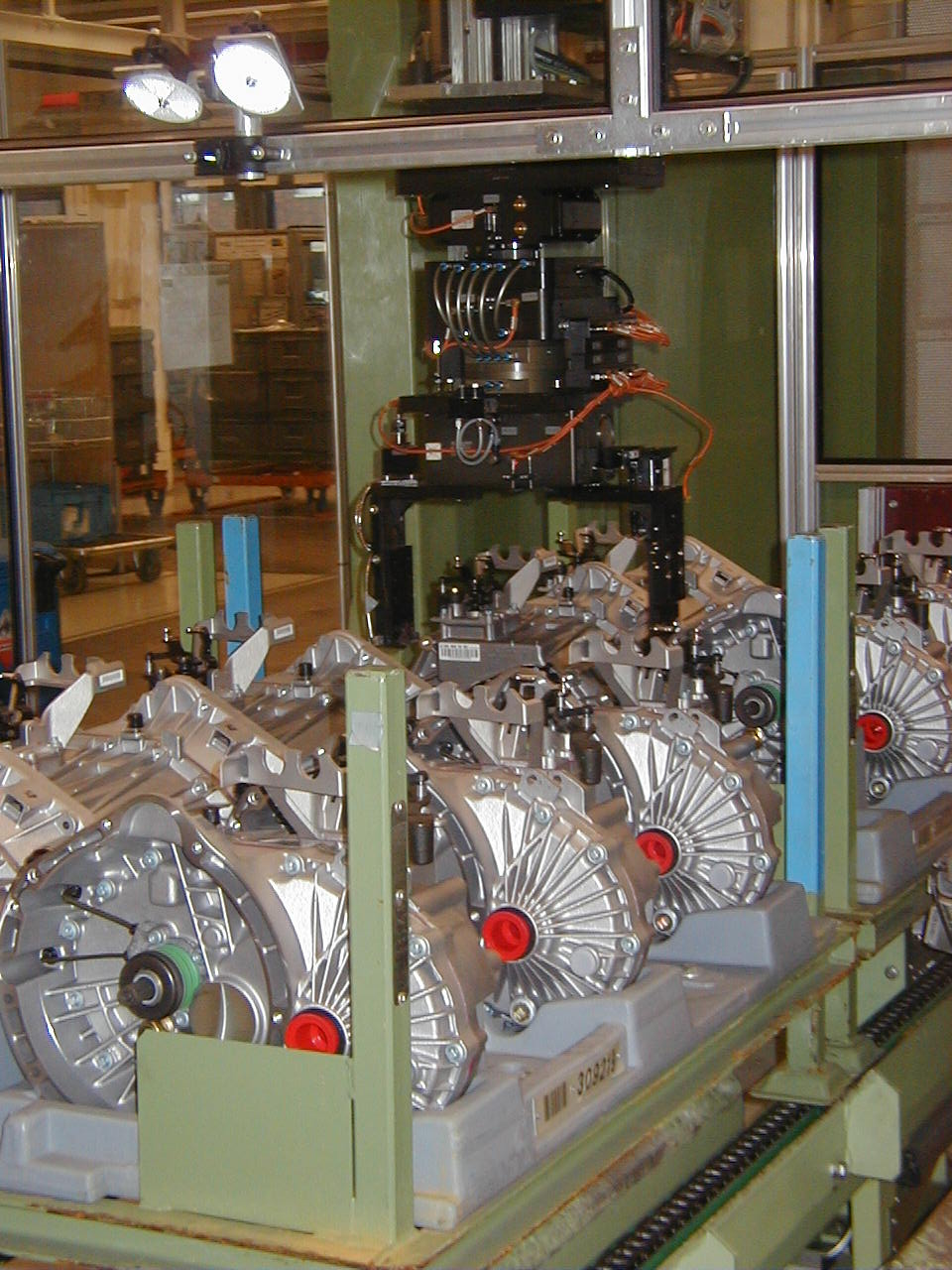
Greifer an einer Portalanlage zum Greifen von Autogetriebegehäusen

Greifsystem beschreibt die Arbeitsorgane eines Roboters. Dazu zählen Aktoren/Effektoren, aber auch erforderliche Hilfseinrichtungen wie Handgelenkachsen, Wechselsysteme, Fügehilfen, Schutzeinrichtungen und Sensoreinheiten.

## Greifer
Greifen ist eine Grundbewegung zum Erfassen und Halten und stellt die Verbindung zwischen Roboter und Werkstück her. Den Ausschlag für eine sichere Verbindung geben dabei
- die Anzahl der Kontaktebenen und
- die Art der Wirkpaarung
  - Kraftschluss: der Halt wird durch das Ausüben eines Druckes auf die Werkstückoberfläche erzeugt
  - Formschluss: das Halten erfolgt über eine formgleiche Umschließung des Werkstücks (s. u. Einteilung nach der Bauart); dabei sind bei sicherer Führung die übertragenen Klemmkräfte sehr klein
  - Stoffschluss: der Kontakt mit dem Werkstück erfolgt über die Ausnutzung der Adhäsion; dieses Verfahren wird bisher von der Industrie in geringem Maße genutzt, wobei sich hier speziell bei der Mikromontage eine Änderung abzeichnet.

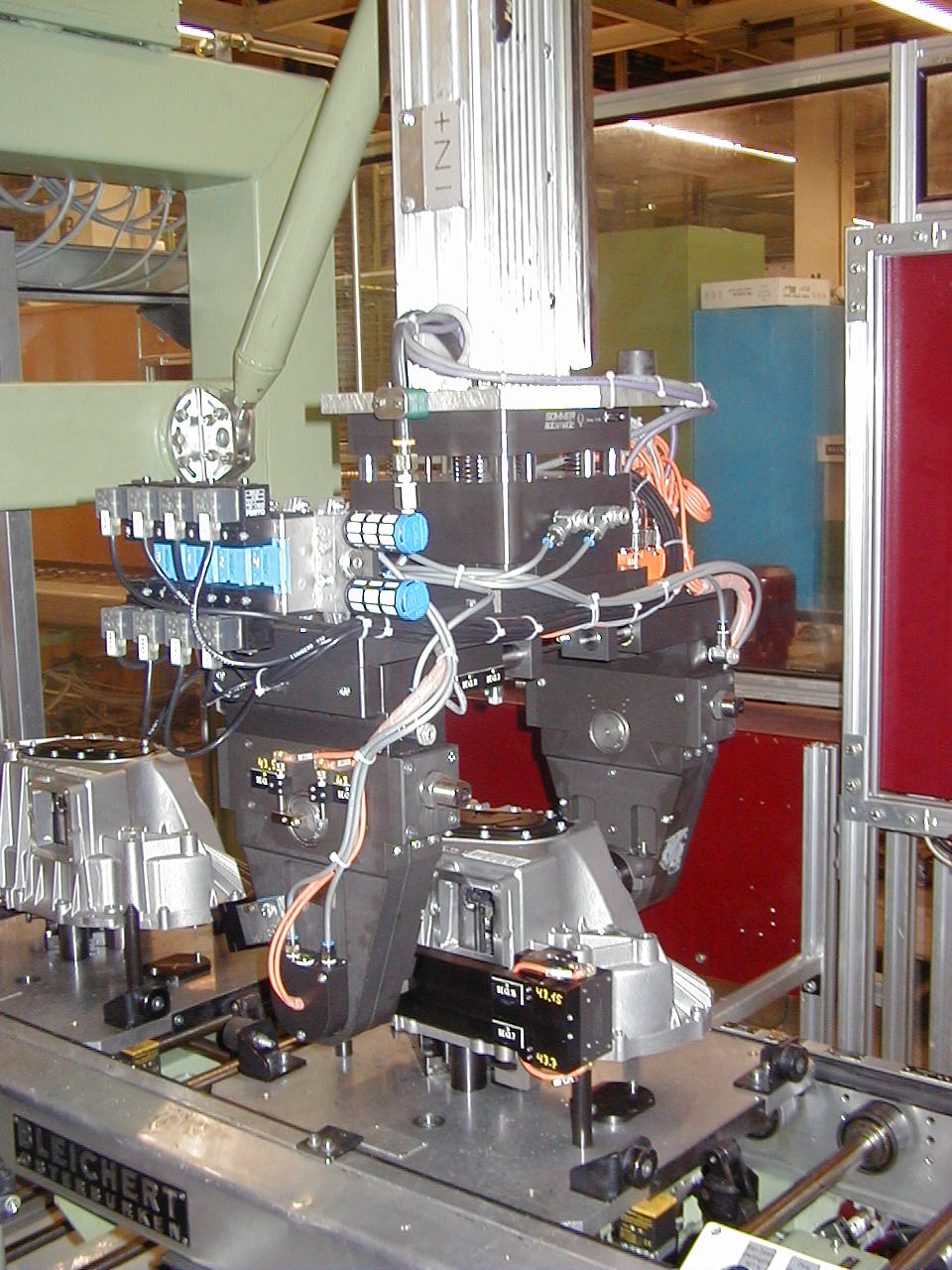
Rotationsgreifer an einer Portalanlage zum Greifen und Wenden von Autogetriebegehäusen

### Einteilung nach der Wirkung

#### Allgemeines
Die nachfolgend beschriebenen Wirkungen können zur größeren Flexibilität des Greifsystems auch kombiniert eingesetzt werden.
Eine wissenschaftliche Einteilung in Form eines Konstruktionskatalogs wurde vom Institut für Konstruktionstechnik (IK, Braunschweig) und dem Institut für Werkzeugmaschinen und Fertigungstechnik (IWF, Braunschweig) gefunden.

#### Mechanische Greifer
Mechanische Greifer gibt es als Einfinger-, Zweifinger- oder Mehrfingergreifer in starrer, starr-gelenkiger oder elastischer Ausführung. Der Antrieb des mechanischen Greifers erfolgt mechanisch, pneumatisch oder elektrisch. Durch seine einfache Handhabung ist der pneumatische Antrieb sehr verbreitet. Durch ihre universelle Einsetzbarkeit dient die menschliche Hand oft als Vorbild für mechanische Greifer. (s. u. Anthropomorphe Greifer)

#### Pneumatische Greifer
Pneumatische Greifer arbeiten über
- die Aufnahme ebenflächiger Teile im Saugprinzip oder
- das Klemmen des Werkstücks im Druckprinzip.

Beim Einsatz eines Saugers muss die Oberfläche des Werkstücks glatt, sauber, trocken und luftundurchlässig sein.

#### Magnetische Greifer
Magnetische Greifer unterscheidet man in:
- Permanentmagnet-Greifer: sehr einfach gebaut, benötigen aber Zusatzeinrichtungen zum Abstreifen des Werkstücks
- Elektromagnet-Greifer: Aufnahme und Abgabe erfolgen über das Zu- und Abschalten der elektrischen Energie.

Beim Einsatz von Magnetgreifern besteht die Gefahr, dass mehrere Werkstücke gegriffen werden.

#### Adhäsive Greifer
Diese Greifer arbeiten mit dem Wirkprinzip der Adhäsion.

### Einteilung nach der Bauart
- Parallel-
- Radial-
- Winkel-
- Dreipunkt- oder
- Saug-Greifer.

## Anthropomorphe Greifer

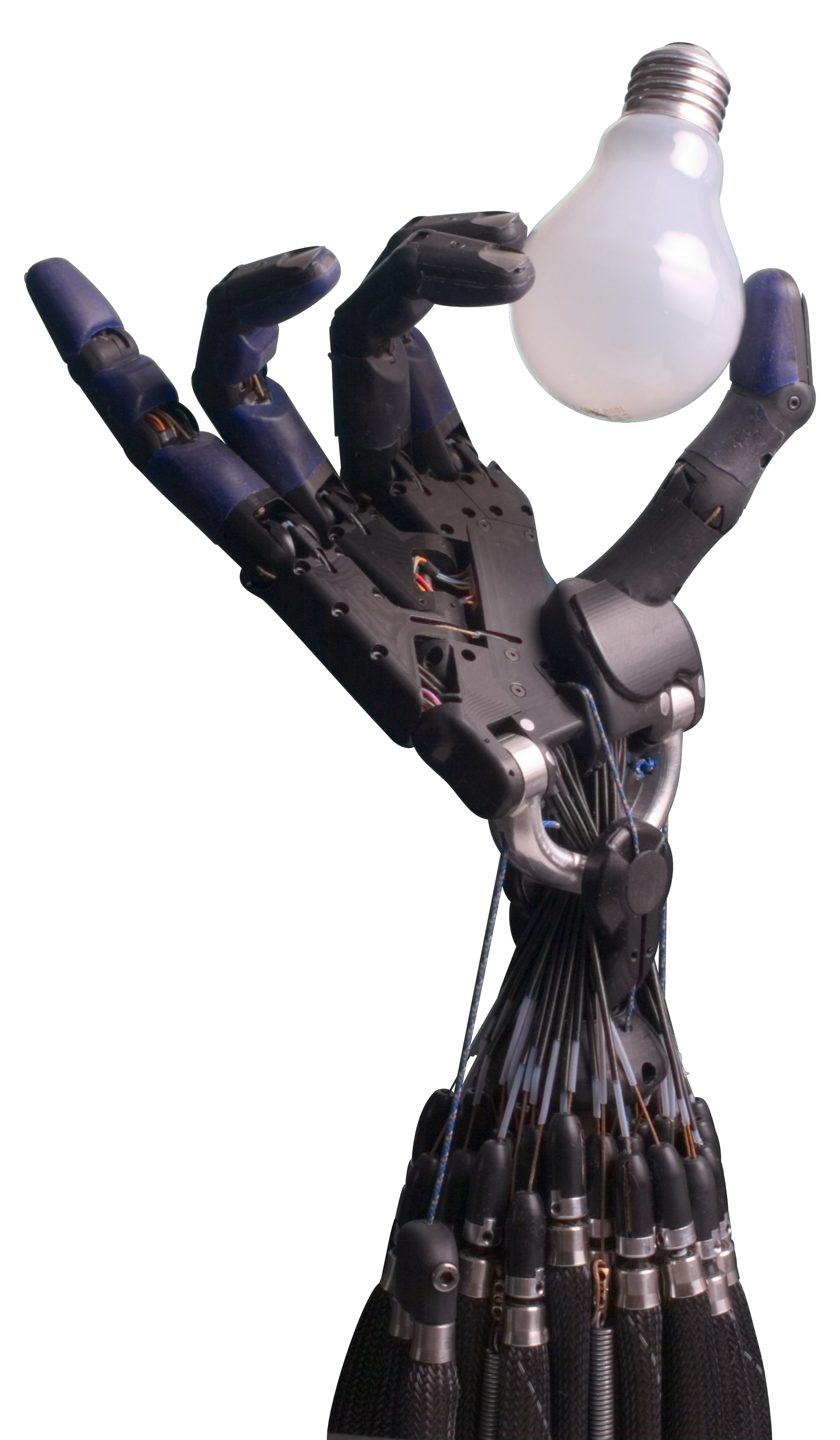
Eine Roboterhand

Neuartige Antriebsprinzipien wie flexible Fluidaktoren erlauben die Entwicklung leichter und vielgliedriger anthropomorpher Greifer, deren Aussehen, Größe und Funktion der menschlichen Hand sehr nahekommen. Damit sollen in einer unstrukturierten und unvorhersehbaren Umgebung flexible Greif- und Manipulationsaufgaben wahrgenommen werden. Ihre Einsatzgebiete sind sowohl Handprothesen als auch humanoide Serviceroboter.

## Werkzeuge
Roboterwerkzeuge sind Montage- oder Bearbeitungswerkzeuge. Dazu zählen u. a. Schleifmaschinen, Schrauber, Bohrspindeln, Klebepistolen, Farbspritzpistolen oder Punktschweißzangen.

## Messzeuge
Messzeuge sind Sensoren, die eine physikalische oder chemische Größe in ein eindeutiges verwertbares, oft elektrisches, Signal umwandeln. Zu den Messzeugen am Greifsystem eines Roboters gehören u. a.
- Dehnungsmessstreifen (DMS)
- Inkrementalgeber
- Beschleunigungssensoren
- Bildverarbeitungssysteme (BVS) und
- Näherungsschalter.

Sie helfen dem Roboter bei der Erkennung der richtigen Lage und der Anwesenheit des Werkstücks, der Kontrolle der korrekten Bearbeitung des Werkstücks oder der Prüfung der entsprechenden Bearbeitungsparameter.

## Fügehilfen
Fügehilfen nutzt der Roboter zum lagerichtigen Einbau von Werkstücken und beim Wechseln eigener Werkzeuge. Durch Formelemente und Führungen erfolgt eine toleranzarme reproduzierbare Anfahrt bestimmter festgelegter Positionen im Arbeitsraum.
siehe auch:RCC-Modul

## Wechselsysteme

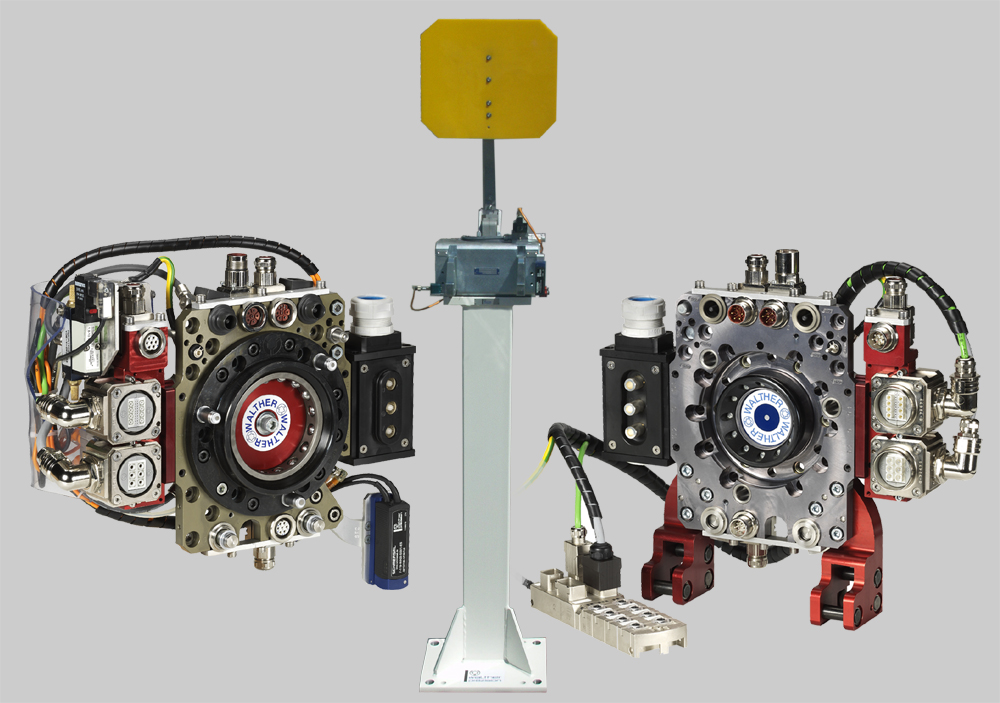
Werkzeugschnellwechselsystem aus Roboterseite, Werkzeugseite und Werkzeugablage

Wechselsysteme helfen bei der flexiblen Nutzung von Industrierobotern. Sie bestehen aus Ober- und Unterteil und müssen reproduzierbar gekuppelt sein. Zu diesem Zweck dienen Formelemente für Grob- und Feinzentrierung sowie Verriegelungselemente. Durch ein Wechselsystem kann der Industrieroboter verschiedene Effektoren zur Erfüllung seiner Aufgaben nutzen.
Allgemeine Anforderungen an ein Wechselsystem:
- geringes Gewicht
- geringe Bauhöhe
- modularer Aufbau
- selbsthemmende Verriegelung
- sehr gute Wechselwiederholgenauigkeit
- Notentriegelungseinrichtung.

Neben der mechanischen Verbindung werden gleichzeitig auch die Elemente für Informations- und Energiefluss gekuppelt. Je nach Einsatzgebiet sind Wechselsysteme ausrüstbar mit:
- Medienkupplungen (Wasser, Hydraulik, Luft)
- Elektro-Signalsteckern (Lichtwellenleiter, Datenbus)
- Elektro-Leistungs-Steckverbindern.

Begriffe und charakteristische Eigenschaften sind festgelegt in der DIN V 24603 / ISO 11593.

## Schutzeinrichtungen
Schutzeinrichtungen sollen Beschädigungen des IR verhindern. Dazu zählen Beschädigungen durch Kollision und Überlastung. Dabei kommen Sollbruchstellen, Rastkupplungen und Abschaltsicherungen zum Einsatz. Erreicht werden sollen
- eine schnelle, verzögerungsarme Abschaltreaktion
- eine einstellbare Ansprechempfindlichkeit in möglichst viele Richtungen
- eine Reproduzierbarkeit der Bewegungen nach Ansprechen der Schutzeinrichtung ohne Neuprogrammierung
- eine geringe Eigenmasse und
- eine einfache steuerungstechnische Einbindung